# Grahamovo pravidlo

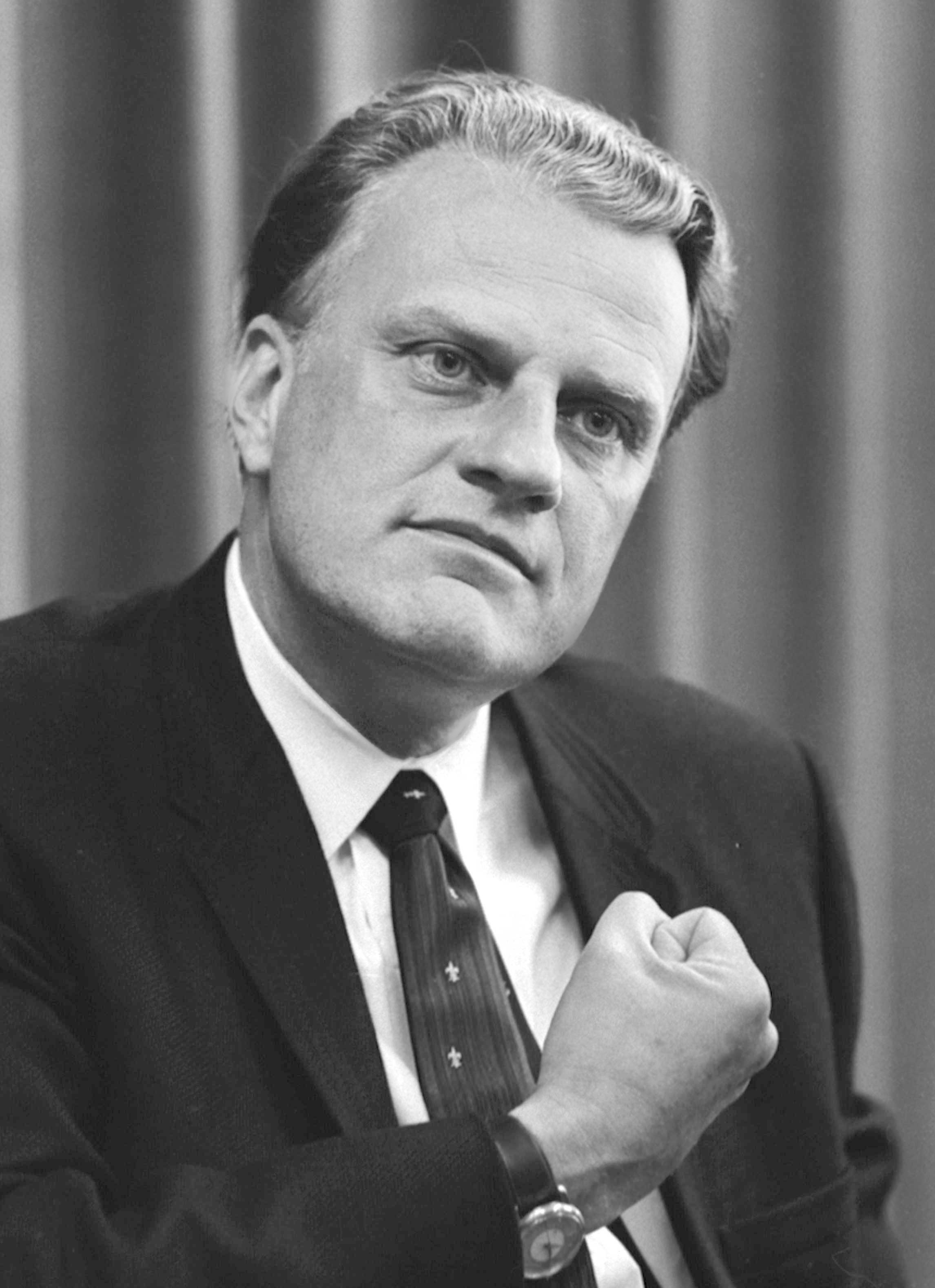
Billy Graham, po kterém je zásada pojmenována, v roce 1966

Grahamovo pravidlo je zásada pojmenovaná po evangelikálním kazateli Billym Grahamovi, podle které by muž neměl trávit čas o samotě s ženou, která není jeho manželkou. Smyslem je předcházet podlehnutí sexuálnímu pokušení a nevěře, nebudit pohoršení mylným dojmem, že k nevěře dochází, a předcházet nepravdivým obviněním ze sexuálního obtěžování. Pravidlo bývá kritizováno z pohledu feminismu, neboť vytváří bariéru mezi muži a ženami z hlediska posilování neformálních vztahů a tím posiluje efekt skleněného stropu.
V moderní době se pravidlem nebo jeho obdobami řídí někteří politici, například bývalý americký viceprezident Mike Pence aplikuje Penceovo pravidlo, podle kterého nestoluje o samotě s jinou ženou než se svou manželkou. 
Sám Billy Graham se pravidla držel od roku 1948, kdy se spolu s kazateli Cliffem Barrowsem, Gradym Wilsonem a Gergem Beverly Sheaem dohodli pro transparentně nezávadné chování hned v několika oblastech, přičemž kromě styku se ženami šlo o oblasti financí, interakcí s místními církvemi a publicity.